# Potencijalna energija
Potencijalna energija (oznaka Ep) je energija koju posjeduje neko tijelo zbog svojega položaja u prostoru ili zbog dobivenih elastičnih deformacija (na primjer rastegnuta ili stisnuta opruga, savijeni štap i slično). Prelaskom tijela u novi položaj ili oslobađanjem njegovih deformacija, potencijalna energija može prijeći u kinetičku energiju tijela ili izvršiti određeni rad. Tako na primjer kamen padajući gubi visinu, čime mu se smanjuje potencijalna energija, a povećava kinetička zbog rastuće brzine. Stisnuta ili rastegnuta opruga, oslobađajući deformacije, može nekomu tijelu davati kinetičku energiju ili svladavati neke otpore. Potencijalna energija vezana je za sile koje djeluju na tijelo. Tako je potencijalna funkcija tijela težine G = m ∙ g na visini h, mjereno od neke proizvoljno odabrane nulte razine:
{\displaystyle E_{p}=G\cdot h=m\cdot g\cdot h},
a potencijalna funkcija opruge konstante krutosti c rastegnute za duljinu x:
{\displaystyle E_{p}=c\cdot {\frac {x^{2}}{2}}}
Sile su na ta dva tijela tada prve derivacije pripadnih potencijalnih energija po koordinati položaja h, odnosno x, usmjerene suprotno od pozitivnoga prirasta tih koordinata. Nekonzervativne sile (otpori, trenja) nemaju potencijalnu funkciju. Potencijalna energija relativna je veličina, a nulta se razina određuje proizvoljno.
Pojam potencijalne energije vezuje se i uz stlačene plinove, kemijsku i toplinsku energiju, električna potencijalna polja, energiju vezanu uz jezgre atoma i drugo.

## Energija
Energija (grč. ἐνέργεıα: rad, učinak) je djelotvorna sila, životna djelatnost, odlučnost, odrješitost. Energija, u fizici (oznaka E), je sposobnost nekoga tijela ili sustava da obavi neki rad; veličina koja karakterizira gibanje, mirovanje ili položaj tijela, tekućine, čestice ili sustava čestica te veličina za opis čestica polja koje prenose prirodne sile i međudjelovanja čestica. U prirodnofilozofskom smislu, energija zajedno s tvari daje pojam materije. Energija se u prirodi, tehnici i industriji pojavljuje u različitim oblicima, koji se pretvaraju jedan u drugi po načelu očuvanja energije: ona se ne može potrošiti ni stvoriti, već samo promijeniti svoj oblik. U gravitacijskome polju Zemlje, da bi se tijelo pomaknulo po nekome proizvoljnom putu, treba obaviti rad dizanja. Budući da je sila teža konzervativna, rad dizanja, koji ovisi samo o visinskoj razlici između početne i krajnje točke puta, nije izgubljen, nego odgovara razlici potencijalnih energija u početnoj i konačnoj točki puta. Dakle, potencijalna energija Ep ovisi o položaju tijela h u polju sile teže:
{\displaystyle E_{p}=m\cdot g\cdot h} 
gdje je: g = 9,80665 m/s², Ubrzanje zemljine sile teže na standardnim mjestima Zemljine površine.
Kada tijelo pada, njegova se potencijalna energija smanjuje i pretvara u kinetičku energiju. Općenito se pod djelovanjem neke sile tijelo mase m ubrzava na nekom putu. Promjene brzine tijela, zbog rada što ga obavi tijelo ili rada utrošenog na tijelu, izražavaju se kinetičkom energijom: 
{\displaystyle E_{k}={\frac {m\cdot v^{2}}{2}}}
Dakle, utrošeni rad ubrzanja dW jednak je promjeni kinetičke energije dEk tijela mase m:
{\displaystyle dW=F\cdot ds=d({\frac {m\cdot v^{2}}{2}})=dE_{k}}
Pojmove potencijalne i kinetičke energije u mehaniku su uveli Galileo Galilei, Isaac Newton i Gottfried Leibniz, a formulacije zakona očuvanja energije dugujemo Joseph-Louisu Lagrangeu i Hermannu von Helmholtzu. Mehaničku narav topline u 19. stoljeću dokazali su James Prescott Joule i Robert Mayer. U konzervativnim poljima sile (gravitacijska sila, sila opruge,  Coulombovova sila) ukupna je energija očuvana:
{\displaystyle E=E_{p}+E_{k}=konst.},
dok kod nekonzervativnih polja (sila trenja) to nije zadovoljeno jer se rad pretvara u toplinu. Konačnu formulaciju zakona očuvanja energije iznio je Albert Einstein (1905.): "Ako tijelo predaje energiju u obliku zračenja, masa mu se umanjuje za E/c²", što je slavna jednadžba:
{\displaystyle E=m\cdot c^{2}}
za ekvivalenciju mase i energije, u kojoj je c brzina svjetlosti u vakuumu.
Istraživanjima primjene energije u svakodnevnom životu, energetskim izvorima, i utjecajima uporabe energije na okoliš bavi se energetika.
Zakonite mjerne jedinice energije jesu: džul (J) u čast engleskog fizičara Jamesa Prescotta Joulea, elektronvolt (eV ≈ 1,602 177 33 × 10–19 J) te umnošci zakonitih jedinica snage i vremena, na primjer kilovatsat (1 kWh = 3,6 MJ). Zastarjele su mjerne jedinice energije: erg (erg = 10–7 J), kilopondmetar (1 kpm = 9,8066 J), te za toplinu i energijsku vrijednost hrane kalorija (1 cal = 4,1868 J).